# Nikki Budzinski

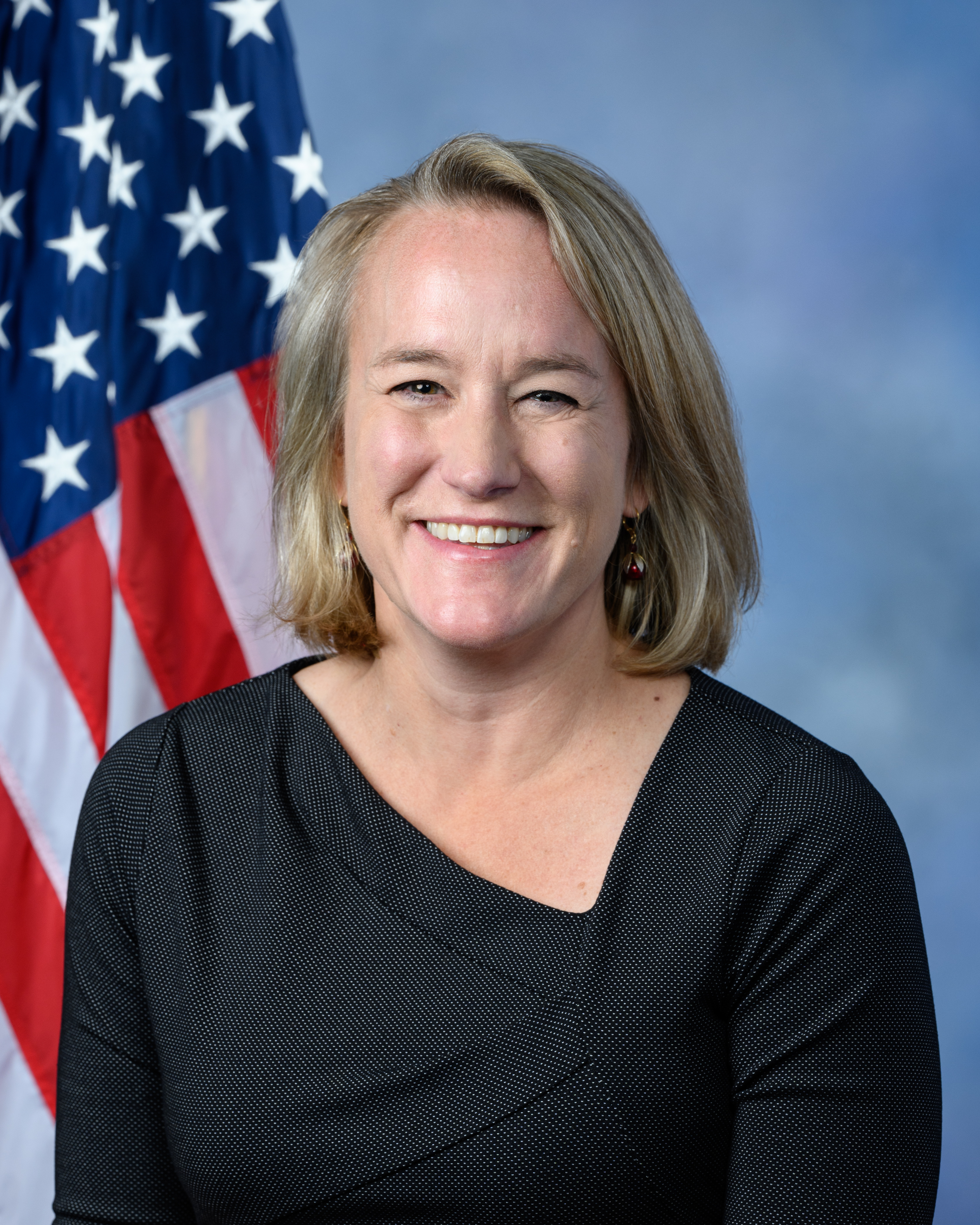
Nikki Budzinski (2023)

Nicole „Nikki“ Jai Budzinski (* 11. März 1977 in Peoria, Illinois) ist eine US-amerikanische Politikerin der Demokratischen Partei. Seit Januar 2023 vertritt sie den 13. Distrikt des Bundesstaats Illinois im US-Repräsentantenhaus.

## Leben
Budzinski erhielt 1999 einen Bachelor von der University of Illinois at Urbana-Champaign. Nach Praktika beim Kongressabgeordneten Dick Gephardt, dem US-Senator Paul Simon und Planned Parenthood entschied sie sich, sich politisch zu engagieren. So arbeitete sie für die Gewerkschaften International Association of Fire Fighters und United Food and Commercial Workers und bekleidete verschiedene politische Posten. Von 2019 bis 2020 bewirkte sie als Senior Advisor on Labor Issues des Gouverneurs von Illinois, J. B. Pritzker, die Erhöhung des Mindestlohns in Illinois auf 15 $ die Stunde. Auch leitete sie den Broadband Advisory Council. Im folgenden Jahr war sie unter US-Präsident Joe Biden Stabschefin im Office of Management and Budget. Dort unterstützte sie die Gründung des Made in America Office.

## Politische Laufbahn
Budzinski kandidierte 2022 für den Posten der Vertreterin des 13. Distrikts von Illinois im Repräsentantenhaus der Vereinigten Staaten, den bisher der Republikaner Rodney Davis innehielt. Dieser trat zur Wahl im 15. Distrikt Illinois’ an, allerdings verlor er schon die republikanische Vorwahl gegen die Amtsinhaberin Mary E. Miller. Nachdem Budzinski sich mit etwa drei Vierteln der Stimme in der demokratischen Vorwahl durchgesetzt hatte, gewann sie mit 54, 7 % gegen ihre republikanische Gegenkandidaten Regan Deering. Im Wahlkampf berief sie sich auf den Schutz der Mittelschicht und des Amerikanischen Traums. Sie wurde am 7. Januar 2023 als Mitglied des Repräsentantenhauses des 118. Kongresses vereidigt.
Bei der folgenden Kongresswahl 2024 hatte sie in den Vorwahlen des 13. Wahlbezirks keinen Herausforderer, während sich bei den Republikanern Joshua Loyd für die Wahl im November qualifizierte. Sie verteidigte ihren Sitz mit 58,1 % gegen Loyd.